# Rosendalsvasen

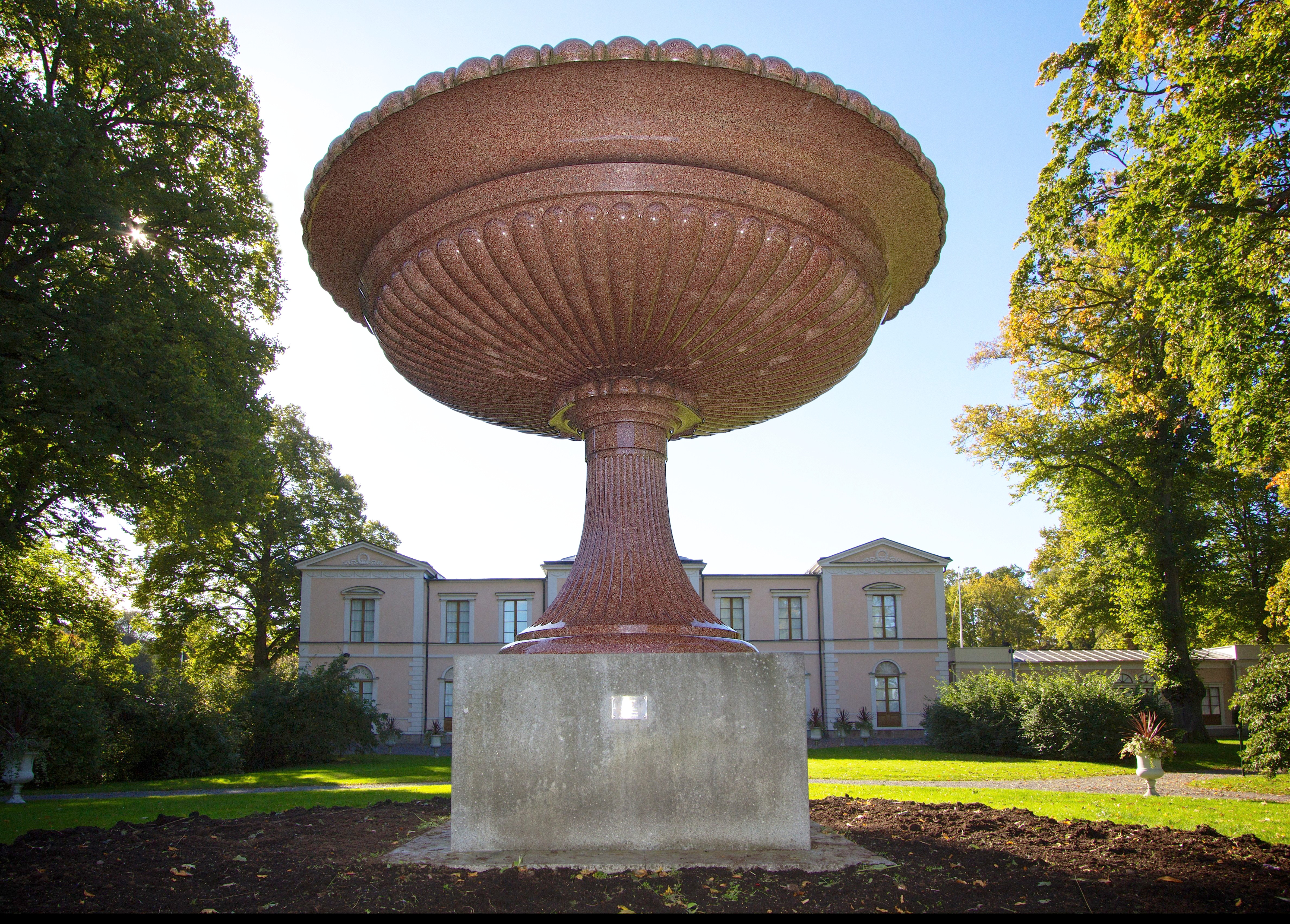
Rosendalsvasen i garbergsgranit från Älvdalens porfyrverk, vid Rosendals slott

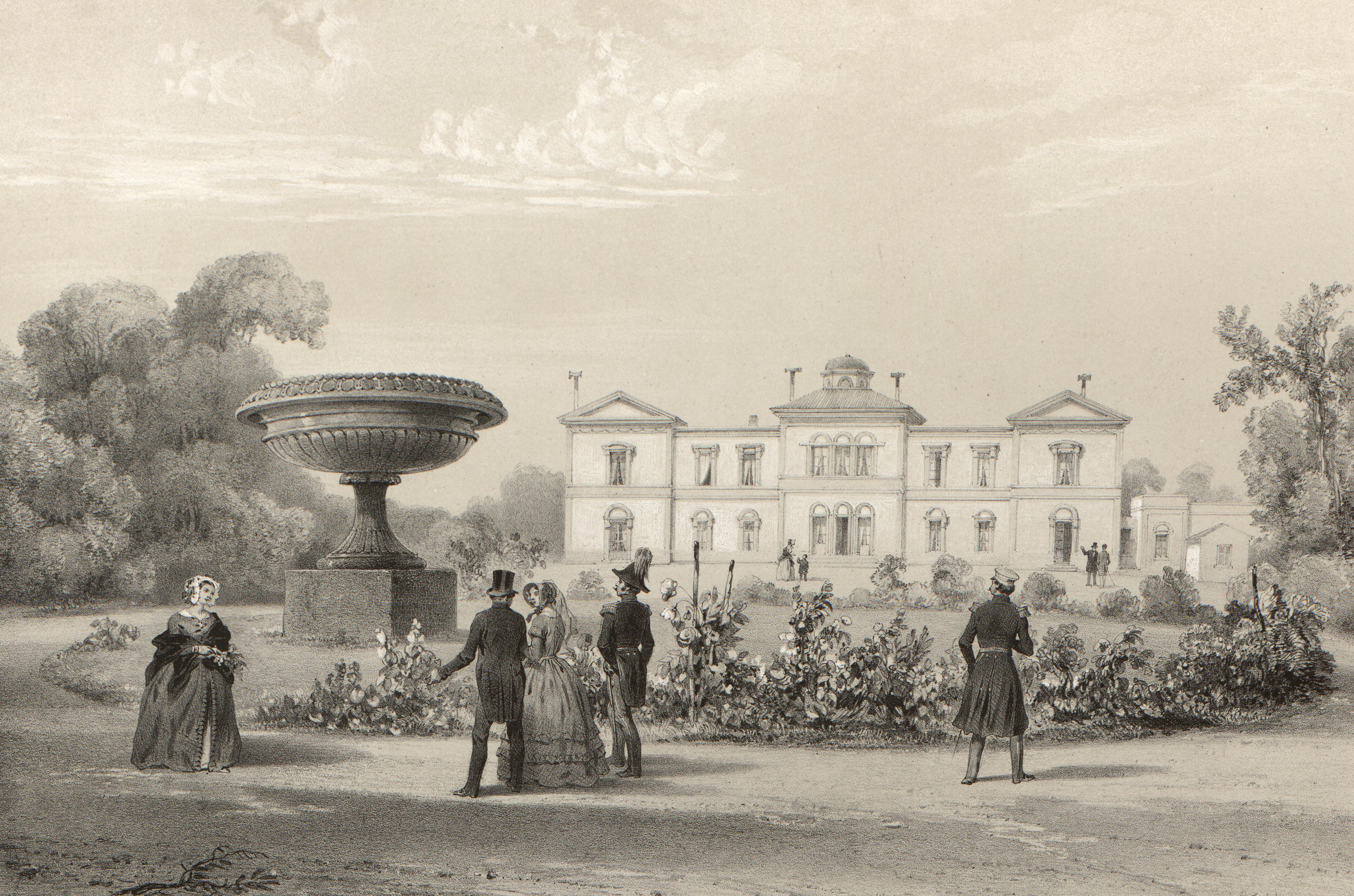
Rosendalsvasen och slottet 1852.

Rosendalsvasen är ett stenarbete i röd garbergsgranit som står i parken norr om Rosendals slott på Södra Djurgården i Stockholm. Den ritades av Fredric Westin.

## Historik
Karl XIV Johan ägde från 1818 Elfdals Porphyrverk i Älvdalen. Han beställde våren 1823 en monumental vas från porfyrverket. Denna är en uppskalad kopia av en antik vas, som återfunnits i Herculaneum i Italien.  Stenblocket bröts i Gåsvarv och bedöms ha vägt omkring 100 ton, varav nio tiondedelar höggs bort. Den färdiga vasen väger 9,3 ton. 
Rosendalsvasen tog två år att färdigställa, och det beräknas att det åtgick 3 500 dagsverken med 40 man sysselsatta. Den är 2,67 meter hög och skålen, som är 3,59 meter i diameter, rymmer 3 000 liter. Vasen står på en granitsockel.
Hösten 1825 var vasen klar och fraktades landvägen till Stockholm, dragen av upp till 200 man. Transporten tog fem veckor. Vasen är sedan 1826 uppställd utanför Rosendals slott på norra sidan.